# Lawton (North Dakota)
Lawton is een plaats (city) in de Amerikaanse staat North Dakota, en valt bestuurlijk gezien onder Ramsey County.

## Demografie
Bij de volkstelling in 2000 werd het aantal inwoners vastgesteld op 42.
In 2006 is het aantal inwoners door het United States Census Bureau geschat op 39, een daling van 3 (-7.1%).

## Geografie
Volgens het United States Census Bureau beslaat de plaats een oppervlakte van
2,6 km², waarvan 2,4 km² land en 0,2 km² water. Lawton ligt op ongeveer 462 m boven zeeniveau.

## Plaatsen in de nabije omgeving
De onderstaande figuur toont nabijgelegen plaatsen in een straal van 32 km rond Lawton.